# Унија (политика)
Унија у политичком смислу, представља врсту организације која се ствара да би се испунио заједнички политички или неки други циљ, путем предузимања здружених активности од стране два или више чинилаца. На нивоу једне државе, поред разних политичких унија, односно савеза често се срећу и уније запослених (синдикати), студентске уније (студентске организације) и грађанске уније (удружења грађана, НВО) као и стручна удружења (трговинске, кредитне, спортске, грађанске и др.). Укрупњавањем заједничких интереса, уније могу расти до међудржавног (Пољско-литванска унија, Унија Шведске и Норвешке), односно континенталног (Европска унија, Афричка унија) или глобалног нивоа.